# Горелое (Тамбовская область)
Горе́лое — село в Тамбовском районе Тамбовской области России.
Административный центр Горельского сельсовета.

## География
Расположено на левом берегу реки Цна, в 25 км севернее Тамбова.
Село вытянуто вдоль главной дороги на несколько километров (около 6 км).
В трёх километрах от села есть ключ, называемый местными жителями «Святой источник» или «Святой колодец». По некоторым сведениям вода из ключа с повышенным содержанием талия (ядовитые свойства талия в малых дозах обеззараживают от бактерий воду и она долго стоит).

## Население
| 2002 | 2010  | 2015  | 2021  |
| ---- | ----- | ----- | ----- |
| 4052 | ↗4154 | ↗4641 | ↘3980 |

## История

### Древние времена ─ Русь
В Горельском городище, находящемся в 3 километрах от села, датируемым 7-3 веками до н. э., 9-10 веками, была обнаружена керамика городецкой культуры раннего железного века и среднецнинской мордвы.
О названии села писал местный писатель, участник Великой Отечественной войны Михаил Репин: древние поселенцы часто кочевали с одного места на другое в поисках пищи. Ютились они в шалашах. По ночам жгли костры. И в одно время подул ветер-ураган и распространил пламя по всему лесу, где находились кочевники, и спалил дотла сосновый бор, прилегающий к Цне. Первоначально местные называли поселение «горелым местечком», но со временем слово «местечко» выпало из народной памяти и слово «горелое» так и осталось до сих пор.

### Царская Россия
Первое упоминание о Горелом относится в 1623 году. То время охарактеризовал князь Кропоткин следующими словами: «Село Горелое полковых казаков на реке Цне. А в нём церковь. В селе казаков 100 человек. Всего им, казакам, земли дано и с сенными покосами 400 десятин».
В книге переписи мужского населения 1710 года, по свидетельству краеведа Н. Муравьёва, сообщено о том, что в основном в селе проживают полковые казаки. Казацких домов насчитывалось 181, а людей в них 194 человека мужского пола.
Горельские казаки принимали участие в крестьянском восстании Степана Разина. Во время подавления восстания под предводительством К. Щербатова и Бутурлина, февраля 1671 года, село было сожжено. В период бунта Емельяна Пугачёва село Горелое было центром организации повстанческого уездного отряда.
Происходили крестьянские волнения в период реформы 1861 года. Щукины, Уклеины, Мещеряковы, Кузнецовы, Баженовы, Поповы от голода учиняли расправу над помещиками и купцами, которые сопровождали через Горелое хлеб и фуражное зерно из Тамбова на Моршу. Схватки чаще всего происходили у моста, который назвали «буйным», он сохранился и поныне.
Первой школой в Горелом была начальная, содержалась за счёт 240 рублей от земства и 95 рублей от крестьян. Начало ей было положено в 1812 году.
По состоянию на 1862 год являлось селом казачьим, было приписано к 1 стану, входило в Тамбовский уезд, через него проходил почтовый тракт из Тамбова в Моршанск. В селе находилось 318 дворов, 1 православная церковь, проживало 1160 мужчин, 1084 женщины. Присутствовало училище, почтовая станция.
В 9 томе ЭСБЕ, изданном в 1893, жителей насчитывалось 3091, присутствовали сельское начальное училище, 4 лавки, кирпичный завод, 6 постоялых дворов.
В 1914 году тамбовское уездное земство открыло женскую школу, в селе Параллельно земским школам в XIX веках открылась и приходская.
В 1914 году тамбовское уездное земство открыло женскую школу в селе. Также в XIX веке открылась приходская школа.

### СССР

#### 1900—1930-е годы
Об изменениях, произошедших в селе после Октябрьской социалистической революции, есть сведения, описанные в художественных произведениях Н. Вирты «Одиночество» и А. Стрыгина «Расплата». Первым о произошедших в стране переменах сообщил сельчанам Тимофей Щукин, прибывший из Петрограда после лечения ранения, полученного на фронте. Переход власти в руки Советов, как и в большинстве сёл, в Горелом произошёл в 1918 году. Т. Щукин организовал комитет бедноты, в который вошли крестьяне З. Т. Киселёв, Д. А. Уклеин, И. Е. Мешков, А. И. Зимин, а всего 29 семей. Председателем комитета был избран фельдшер местной земской больницы Забавников Николай Николаевич. В годы гражданской войны сельчане заняли позицию советской власти, здесь был организован отряд по ликвидации антоновского движения под командованием Т. Щукина, который впоследствии влился в армию Тухачесвского. В сельских очерках М. Репина описаны события в период зверств бандита Бадова, с начала двадцатых годов, когда он расправился с председателем сельского Совета Уклеиным Дмитрием Арсентьевичем, у церкви расстреляли несколько человек.
По данным за 1926 год, в селе проживало 6217 человек.
В 1929 году был организован первый в этих краях колхоз «Верный путь», в последующие два года прошла коллективизация и было создано ещё пять колхозов: «Имени 8 марта», «Имени Ворошилова», «Красная нива», «Ленинский путь», «Красный луч».

#### Годывойны
1200 сельчан ушли на фронт и только более 400 человек вернулись. В первые дни войны ушли на фронт почти все трактористы и комбайнёры. Хозяйства возглавляли женщины: Е. Ф. Жукова, бригадиры Е. И. Толмачёва, Е. Кулаева, А. Щукина.
На территории села Горелое формировалась артиллерийская часть, а в 1943 году на отдыхе и пополнении располагался танковый батальон, впоследствии влившийся в полк, ставший гвардейским, танкисты сражались под Сталинградом.

#### 50-е годы ─ 1980-е
После войны возвратившиеся фронтовики приступили к труду. Некоторые из них возглавили хозяйства. Одним из них был Семёнов Алексей Дмитриевич, который сначала возглавил колхоз имени Будённого; впоследствии, после объединения хозяйств «Ленинский путь», «Красная нива», «Верный путь», «Имени Ворошилова» и «Красный луч» в 1958 году все они вошли в колхоз под общим названием «Имени Карла Маркса». Второе крупное хозяйство — колхоз имени Ф. Энгельса объединило хозяйства им. 8 Марта, имени Кирова. Два хозяйства в 1977 году объединились в одно с общим названием колхоз имени Карла Маркса.
Также с начала 50-х годов на территории села работал винно-консервный завод. В конце 50-х годов в селе начали строиться первые квартирные дома.

 За последнее десятилетие в селе выросли трёхэтажная средняя школа на 1200 ученических мест, двухэтажное здание сельского Совета, двухэтажное здание участковой больницы на 100 коек, хлебозавод и красивое здание правление колхоза имени Карла Маркса...
 Центральную улицу села украшают кинотеатр "Колос" на 300 мест, две сельские библиотеки (для взрослых и детей) с фондом различной литературы более 7 тысяч книг, колхозный детский сад на 150 мест, музыкальная школа на 120 учеников, жилой пятиэтажный дом на 90 квартир гостиничного типа, комбинат бытового обслуживания, столовая-ресторан, универмаг, культмаг, мебельный и посудохозяйственный, и четыре продовольственных магазина.
 По вечерам на центральной улице загораются лампочки Ильича и неслучайно горельцы назвали главную магистраль улицей имени В.И.Ленина. Проезжая дорога, почти на всю улицу заасфальтирована. А по обочине тротуаров в шеренгу стоят водонапорные колонки. На главной площади села, сельского Совета высится памятник-обелиск в память односельчанам не вернувшимся с полей сражения Великой Отечественной войны...
— «На верном пути», Михаил Репин, 1981 год.

## Промышленность

### Горельский винно-консервный завод

#### Советские годы
Одним из важных предприятий на территории сельсовета с начала пятидесятых годов был Горельский винно-консервный завод. Свою историю он начал с работы сушильного цеха моркови и лука в начале пятидесятых годов. В 1957 году он был образован в производственную базу Мичуринского технологического техникума. С 1960 года перешло в собственность Роспотребсоюза. Сушильный цех был механизирован. В начале 60-х годов по венгерскому проекту был построен консервный цех мощностью 6 миллионов условных банок, но фактический выпуск в сезон составлял более десяти миллионов банок. В 1973 году начал выпуск продукции пивной цех. В конце 60-х годов на базе консервного цеха была пущена мясная линия. В середине 60-х годов на базе переоборудованного лукохранилища был организован винный цех, а к концу 60-х годов был пущен цех плодоовощных вин. Работали в две смены, выпускали 400 тысяч декалитров вин. В 1987 году было выпущено последнее вино и цех был переоборудован в мясной, работали в одну смену с производительностью пять тысяч банок мясных консервов. В период полной мощности на заводе работало до 400 рабочих, а в сезон — до 500.
В первой половине 1980-х годов завод вновь перешёл в подчинение облпотребсоюза. Его налоги покрывали заработную плату всех бюджетных организаций области. Горельский консервный завод в период наивысшей мощности был на втором месте среди предприятий консервной промышленности потребкооперации в СССР.
В 50—70-е годы южная часть села (где и располагается завод) начала застраиваться многоквартирными домами. В середине 80-х был построен детский сад для детей рабочих.

#### С 1990-е годы по наст. время

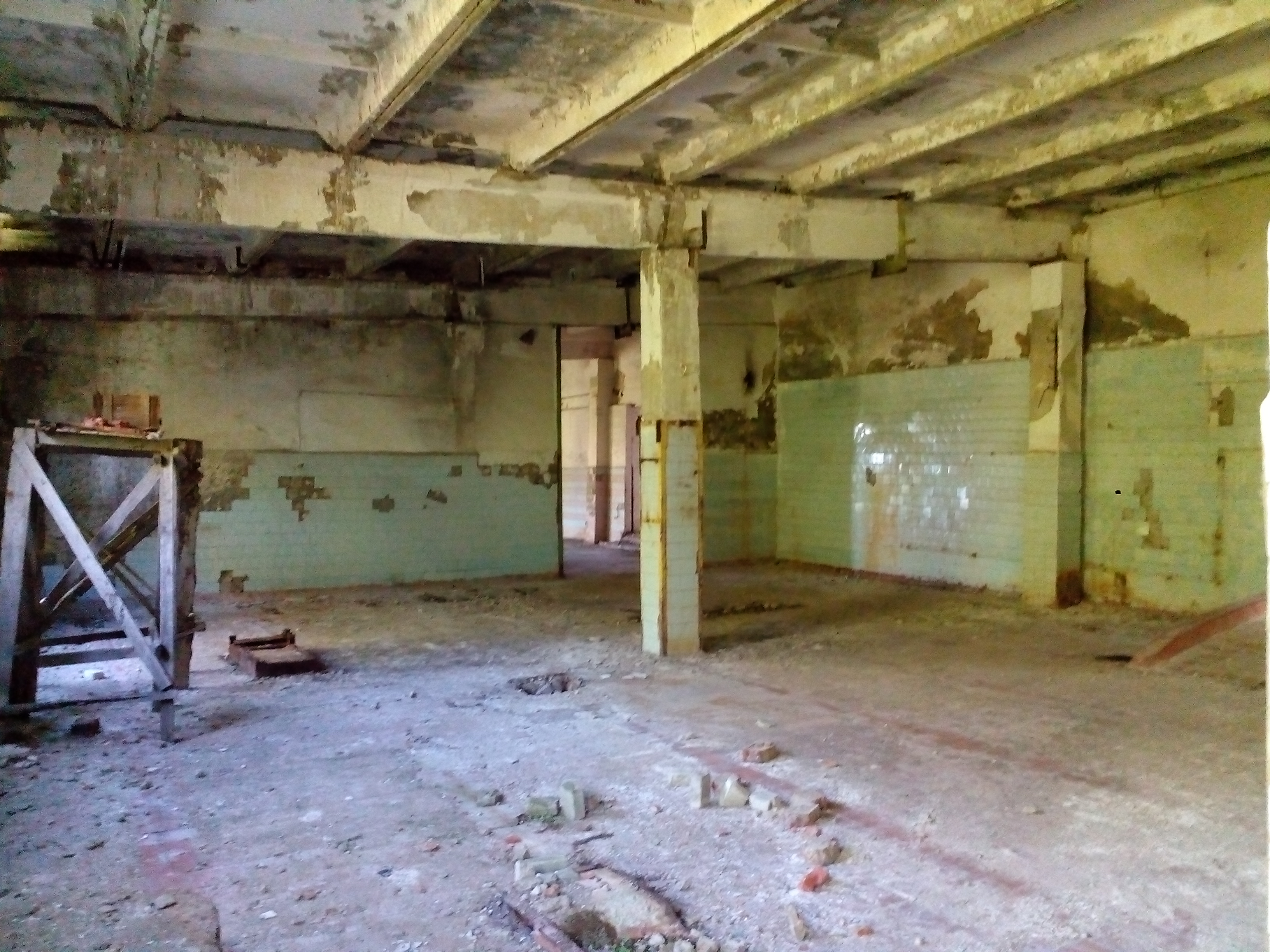
Внутри одного из заброшенных корпусов завода.

После распада СССР завод всё ещё работал за счёт потребительского общества, как и все торговые и производственные предприятия села. В двухтысячные «СельПО» перестал существовать и завод перешёл в частные руки.
В 2003 году завод ликвидирован по решению суда.

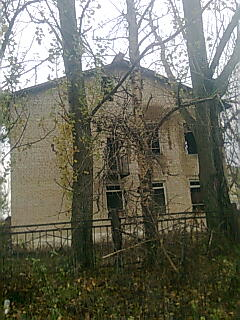
Заброшенный колхозный детский сад на 140 мест.

## Образование
- МБОУ «Горельская СОШ»
- Горельская школа интернат
- Горельская детская музыкальная школа
- Детский сад для детей до 3-х лет
- Детский сад для детей до 7 лет(находится в школе)

До начала 2000-х на окраине села имелся детский сад в ведомстве завода, но потом детсад закрыли из-за аварийного состояния.

## Инфраструктура
В селе имеются больница, аптека (недалеко от больницы), отделение Сбербанка, межпоселенческая библиотека Тамбовского района с фондом 25 000 книг, дом культуры, двое парикмахерских (рядом с сельсоветом и в магазине «Центральном»), пожарная часть, электроподстанция, АТС, почтовое отделение, церковь (новая от 2014). Несколько водонапорных башен. Недалеко есть аэродром «Горелое» аэроклуба ДОСААФ. На окраине села есть садовое товарищество «Родничок».
Село частично асфальтировано — дорога на главной улице (Ленина). Асфальтированы также улицы Советская и Новая (частично).
В 2012 году на реке Цне возле Горелого построен подъемный мост, на тот момент единственный в Черноземье (позднее подобный мост построился в соседнем селе Татаново,селе Троицкая Дубрава).

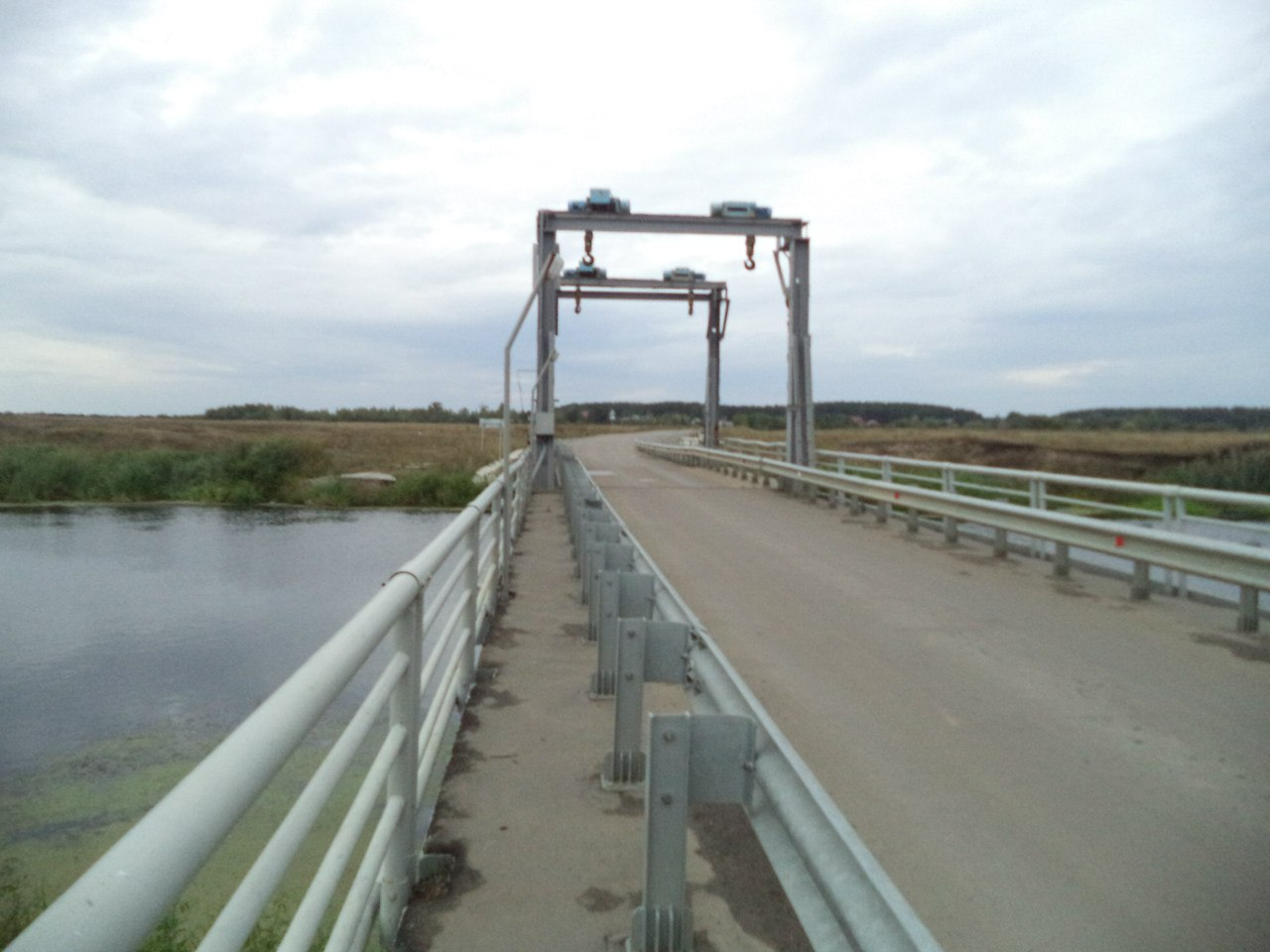
Подвесной мост через Цну, соединяющий Горелое и лес.

Имеются около 15 магазинов, кафе-бары, 3 магазина одежды, магазин автозапчастей. Недалеко от села в лесу находятся базы отдыха «Берендей» и «Октябрь».
Есть 3 вышки сотовой связи (МТС и TELE2). Есть почтовое отделение Почты России.

## Культура
В селе есть большой дом культуры. ДК построен в пятидесятые годы как кинотеатр «Колос» с кинозалом на 300 мест. Но его закрыли. Ныне кинозал не используется. В настоящее время в ДК проводятся праздничные концерты, дискотеки и часто приезжает цирк.
Есть детская музыкальная школа на 120 учеников, открытая в 70-е годы в старом одноэтажном кирпичном здании.

## Знаменитые люди
С 1949 года в селе несколько лет жил советский писатель Н. Е. Вирта. В настоящее время дом Вирты сгорел. Он был расположен рядом со старым кладбищем, на высоком берегу реки Цны.